# Hôtel de ville de Rive-de-Gier
 (novembre 2019).
 (juillet 2017).
Si vous disposez d'ouvrages ou d'articles de référence ou si vous connaissez des sites web de qualité traitant du thème abordé ici, merci de compléter l'article en donnant les références utiles à sa vérifiabilité et en les liant à la section « Notes et références ».

L'Hôtel de ville de Rive-de-Gier est un bâtiment imposant situé dans la commune de Rive-de-Gier, dans le département de la Loire, en Auvergne-Rhône-Alpes, France. Sa construction a débuté en 1792 et s'est achevée en 1796. À l'origine, il était nommé "Hôtel du Canal" jusqu'en 1891.

## Histoire
L'Hôtel de ville de Rive-de-Gier avait initialement pour fonction de servir de résidence à l'administration du Canal de Givors. L'architecte à l'origine de sa conception demeure inconnu. La construction a débuté en 1792, mais en raison des perturbations liées à la Révolution, elle a été interrompue pendant un an. Les travaux ont finalement repris en 1794 pour se terminer en 1796. À cette époque, le bâtiment servait simultanément de dépôt, de magasin, de bureau administratif pour le Canal de Givors, ainsi que de logement pour certains employés.
L'Hôtel de ville était avant tout un édifice utilitaire et fonctionnel. Les sous-sols étaient constitués de 25 compartiments voûtés servant de caves. Le rez-de-chaussée abritait des magasins dallés et des bureaux. Au premier étage, se trouvaient l'appartement du directeur et les salons de réception. C'est depuis la salle actuelle du conseil municipal, autrefois dotée de deux cheminées en vis-à-vis, que le Comte d'Artois s'est adressé aux habitants de Rive-de-Gier le 23 septembre 1814, lors de l'inauguration du barrage de Couzon. Le deuxième étage comprenait 32 pièces, tandis que le niveau supérieur abritait 19 greniers.
Lorsque l'activité du canal a cessé, le bâtiment a servi de caserne pendant l'année agitée de 1848. Plus tard, il est devenu la propriété de l'État, et la municipalité de Rive-de-Gier l'a acheté le 1ᵉʳ juillet 1891 pour la somme de 30 000 francs français. Après d'importants travaux de réparation, l'Hôtel de Ville a été inauguré le 4 février 1892.
En 1965, à la suite de l'incendie du central téléphonique situé dans les combles, sous l'horloge, le passage a été fermé temporairement pour y installer ce service. Plus tard, lors de la création d'un central téléphonique neuf, cet espace est redevenu accessible au public vers 1985.
La municipalité occupe ce bâtiment depuis 1896.

## Description
L'Hôtel de ville de Rive-de-Gier a été construit en pierre de Choin provenant de Villebois. Sa structure est de forme trapézoïdale, avec une façade mesurant 70,30 mètres du côté du square et 65,20 mètres du côté de la place.
Le pavillon central, initialement moins élevé lors de sa construction, se distingue du reste du bâtiment. Il est soutenu par huit colonnes de style dorique, sans base et non cannelées, rappelant le style de l'architecte Claude-Nicolas Ledoux. Ces colonnes soutiennent une voûte qui s'étend sur toute la largeur du bâtiment, mesurant 17,50 mètres de long et 5,50 mètres de large, et qui présente deux arcs en plein cintre à l'extérieur. Les portes-fenêtres de cette partie centrale sont surmontées de frontons triangulaires, et une horloge est intégrée dans un chien-assis avec un dôme arrondi, ajoutant une touche élégante à cette partie médiane. Les ardoises d'Angers, provenant de la carrière de Trélazé, ont été utilisées pour couvrir cette partie centrale en 1934. Sous cette arche, la hauteur au-dessus du plan d'eau était d'environ 2,60 mètres pour permettre le passage des bateaux jusqu'à La Grand-Croix, située à 5 kilomètres environ, à partir de 1830.
Sur les façades, il est également remarquable de noter l'appareillage de pierres des chaînages d'angles des encadrements de fenêtres, ainsi que le rez-de-chaussée où les ouvertures voûtées donnent l'illusion d'arcades.
La barrière en fer forgé du balcon central, datant d'environ 1975, est une œuvre d'un ferronnier bien connu de Rive-de-Gier.

## Images

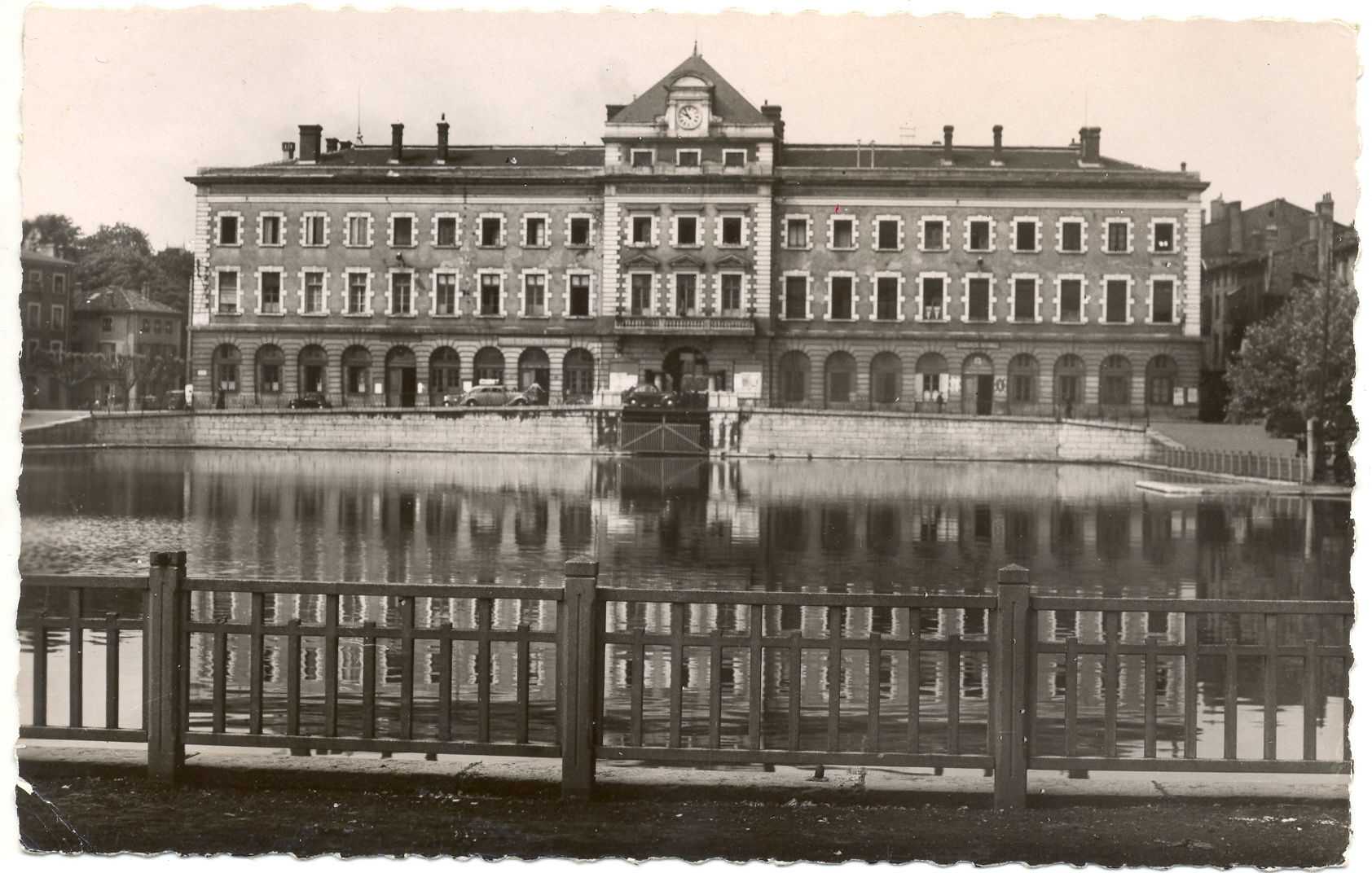
Image de l'Hôtel de Ville
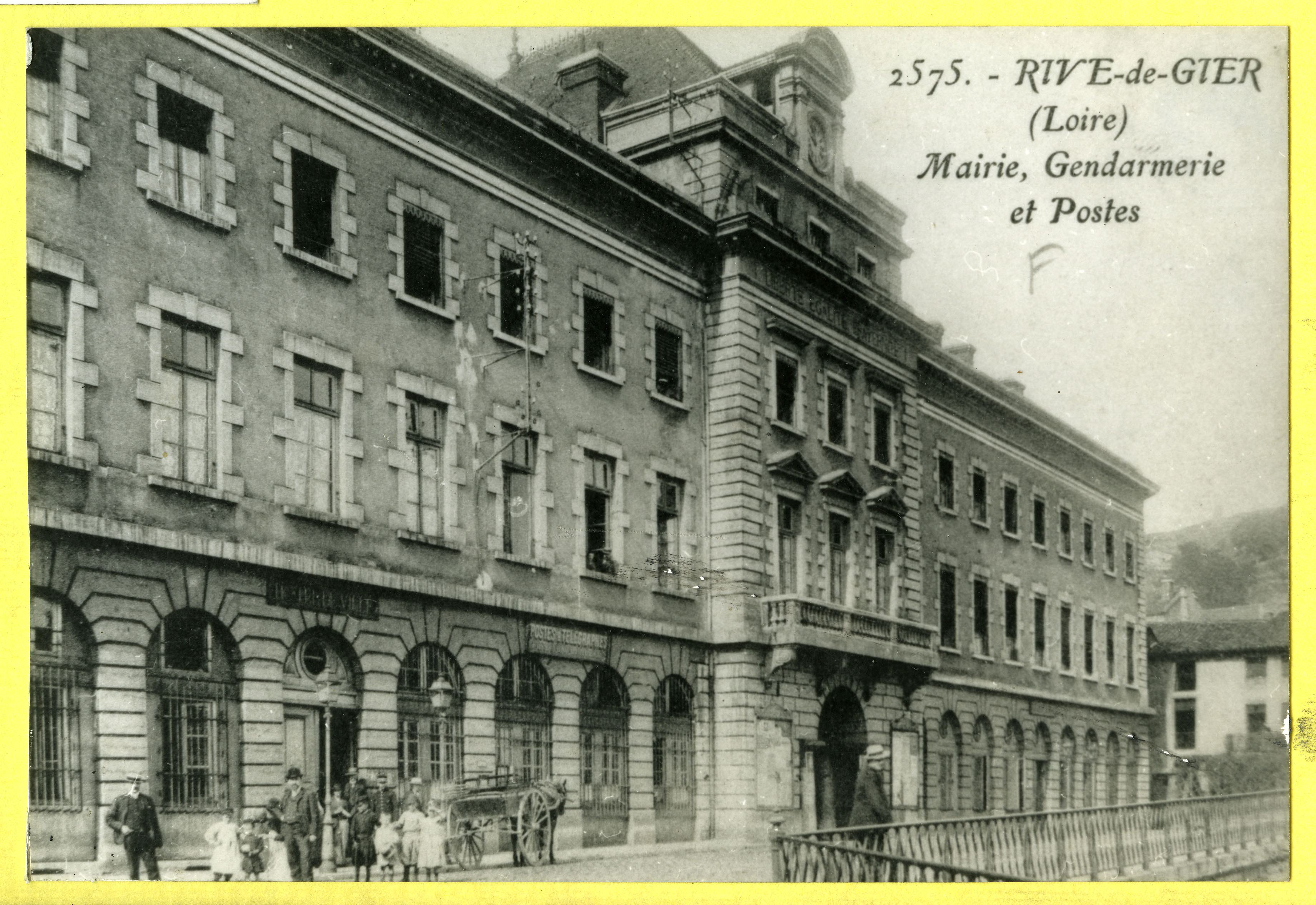
Vue de côté Hôtel de Ville
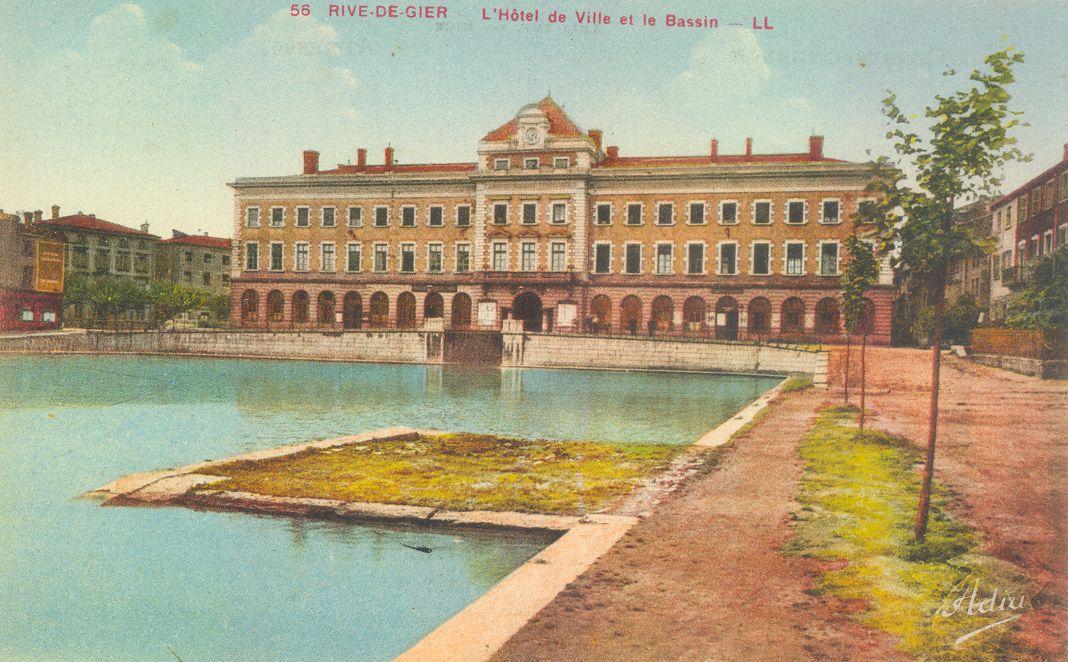
Vue du bassin de l'hôtel de Ville